# Знак четворице

Колико сам вам пута рекао да када елиминишете немогуће, оно што остане, колико год невероватно било, мора бити истина?

Шерлок Холмс, поглавље 6, страна 111
Знак четворице (енгл. The Sign of the Four) је детективски роман из 1890. године, који је написао Артур Конан Дојл и који представља други роман о Шерлоку Холмсу. Дојл је укупно написао четири романа и 56 приповедака о овом фиктивном детективу.
Смештен у 1888, Знак четворице има сложени заплет који укључује службу у Индији, индијску побуну из 1857, украдено благо и тајни пакт између четири осуђеника („четворица” у наслову) и двојице корумпираних затворских чувара. Овде се први пут помиње Холмсова навика узимања дроге, а прича га хуманизује на начин који није био урађен у претходном роману, Црвена нит (1887). Овде се, такође, први пут појављује будућа супруга доктора Вотсона, Мери Морстан.

## Радња
Према сведочењу Мери Морстан, у децембру 1878. њен отац јој је послао телеграм по свом безбедном повратку из Индије и замолио ју је да се нађе с њим у хотелу Лангам у Лондону. Када је Мери стигла у хотел, речено јој је да је њен отац изашао претходне ноћи и да се није вратио. Упркос свим напорима, никада му није пронађен никакав траг. Мери је контактирала јединог очевог пријатеља који је био у истом пуку и који се од тада повукао у Енглеску, мајора Џона Шолта, али је он негирао да је знао да се њен отац вратио. Још једну загонетку представља чињеница да је добила шест бисера поштом од анонимног добротвора, по један сваке године од 1882. године, након што је одговорила на анонимни упит у новинама. Са последњим бисером добила је писмо које је навело да јој је учињена неправда и путем којег је затражен састанак. Холмс преузима случај и убрзо открива да је мајор Шолто умро 1882. и да је у кратком временском периоду Мери почела да прима бисере, што имплицира везу. Једини траг који Мери може дати Холмсу је мапа тврђаве пронађена у столу њеног оца са именима Џонатана Смола, Махомета Синга, Абдулаха Кана и Доста Акбара.
Холмс, Вотсон и Мери упознају Тадијуса Шолта, сина покојног мајора Шолта и анонимног пошиљаоца бисера. Тадијус потврђује да је мајор видео Мериног оца оне ноћи када је умро; договорили су састанак како би поделили непроцењиво благо које је Шолто донео кући из Индије. Док се свађао око блага, капетан Морстан — иначе слабог здравља — доживео је срчани удар. Не желећи да скрене пажњу на предмет свађе — а такође је био забринут да би околности сугерисале да је он убио Морстана у свађи, посебно пошто је Морстанова глава ударила у угао ковчега док је пао — Шолто се решио тела и сакрио је благо. Међутим, сам Шолто је патио од лошег здравља и увећане слезине (вероватно због маларије, јер боца кинина стоји поред његовог кревета). Његово здравље се погоршало када је почетком 1882. примио писмо из Индије. На самртничкој постељи, позвао је своја два сина и признао Морстанову смрт; хтео је да открије где се налази благо када је изненада повикао: „Држите га подаље!” пре него што је умро. Збуњени синови су угледали лице на прозору, али једини траг био је само један отисак на земљи. На телу њиховог оца пронађена је белешка са натписом „Знак четворице”. Браћа су се посвађала око тога да ли и Мери треба оставити део наследства, а Тадијус је оставио свог брата Бартоломјуа, узевши једну круницу и пославши јој њене бисере. Разлог зашто јој је послао писмо је тај што је Бартоломју пронашао благо, па Тадијус сматра да он и Мери могу да се договоре са њим око расподеле. Њих четворо путује у породичну кућу Шолтових, Пондичери лоџ у Горњем Норвуду, да се суоче са Бартоломјуом.
Бартоломју је пронађен мртав у својој кући, убијен отровном стрелицом, а благо је нестало. Док полиција приводи Тадијуса као осумњиченог, Холмс закључује да су две особе умешане у убиство: једноноги Џонатан Смол и његов ниски саучесник. Он их прати до пристаништа где је Смол унајмио парну баркасу по имену Аурора. Холмс шаље Вотсона да код господина Шермана покупи пса Тобија који им помаже у истрази, док он сам прати траг баркасе. У полицијској баркаси, Холмс и Вотсон јуре Аурору и сустижу је, али у том процесу на крају убију ниског сапутника након што је покушао да убије Холмса отровном стрелицом из дувачке цеви. Смол покушава да побегне, али је ухваћен. Међутим, гвоздена кутија са благом је празна; Смол тврди да су бацили благо током потере.
Смол признаје да је годинама раније био пешадијски војник у Индији и да је изгубио десну ногу током напада крокодила у реци Ганг. Након неког времена, када је био надгледник на плантажи чаја, дошло је до побуне и он је био приморан да спаси свој живот и побегне у тврђаву Агра. Док је једне ноћи стајао на стражи, савладала су га два војника Сика, који су му дали избор да буде убијен или да буде саучесник у њиховој завери. Он пристаје да им помогне и добија задатак да пресретне прерушеног раџиног слугу који је послат са задатком да преда вредно богатство у бисерима и драгуљима Британцима на чување. Долази до пљачке и убиства, након чега злочин бива откривен, али драгуљи остају сакривени. Смол је осуђен на доживотну робију на Андаманским острвима.
После двадесет година, Смол је начуо да је мајор Шолто изгубио много новца коцкајући се и да није могао чак ни да прода своју провизију, што је захтевало његову оставку. Смол је видео своју шансу и склопио договор са Шолтом и капетаном Морстаном: Шолто ће повратити благо и заузврат послати чамац да покупи Смола и Сике. Шолто је преварио и Морстана и Смола и украо благо за себе након што је наследио богатство од свог стрица. Смол се заклео на освету и четири године касније побегао са Андаманских острва са острвљанином по имену Тонга након што су обојица убили затворског чувара. Вест о његовом бекству је било то што је шокирало Шолта и довело га до фаталне болести. Смол је стигао прекасно да би чуо за локацију блага, али је оставио белешку која се односила на име пакта између њега и његова три саучесника Сика. Када је Бартоломју пронашао благо, Смол је планирао да га само украде, али тврди да је грешка у комуникацији навела Тонгу да убије и Бартоломјуа. Смол тврди да благо није донело ништа осим лоше среће свакоме ко је дошао у додир са њим — слуга је убијен; Шолто живи са страхом и кривицом; а сада је и он сам заробљен у доживотном ропству — пола свог живота градећи лукобран на Андаманским острвима, а остатак живота копајући одводе у затвору Дартмур.
Мери је остала без највећег дела блага из Агре, иако ће вероватно добити остатак крунице. Вотсон се заљубљује у Мери и на крају се открива да ју је запросио и да је она прихватила.

## Публикација
Сер Артур Конан Дојл је описао како је добио задатак да напише причу на вечери са Џозефом Маршалом Стодартом, главним уредником америчке публикације часописа Lippincott's Monthly Magazine, у хотелу Лангам у Лондону 30. августа 1889. године. Стодарт је желео да произведе енглеску верзију овог часописа са британским уредником и британским сарадницима. Вечери је такође присуствовао Оскар Вајлд, који је свој роман Слика Доријана Греја објавио у овом часопису у јулу 1890. године. Дојл је у својој аутобиографији Мемоари и авантуре из 1924. писао о томе како је ову прилику назвао „златно вече”.
Роман се први пут појавио у издању часописа Lippincott's Monthly Magazine из фебруара 1890. године као Знак четворице; или Проблем Шолтових, који је објављен у Лондону и Филаделфији. Британско издање часописа првобитно се продавало за шилинг, а америчко за 25 центи. Преживеле копије данас вреде неколико хиљада долара.
Током наредних неколико месеци исте године, роман је затим поново објављен у неколико регионалних британских часописа. Ове поновне серијализације дале су скраћени наслов Знак четворице. Роман је у облику књиге у октобру 1890. објавио Спенсер Блекет. Ово издање је укључивало фронтиспис који је илустровао Чарлс Х. М. Кер.
Немачко издање књиге, објављено 1902. године, илустровао је Рихард Гучмит. Издање које је објавио George Newnes Ltd 1903. илустровао је Ф. Х. Таунсенд.
Као и са првим романом, Црвена нит, објављеним две године раније, Знак четворице испрва није био нарочито успешан. Управо су кратке приче, објављиване од 1891. надаље у часопису Strand, те које су прославиле имена Шерлока Холмса и његовог творца.

## Адаптације

### Филм и телевизија
Током историје било је више филмских и телевизијских адаптација ове књиге. Први неми филм заснован на овом роману, Знак четворице; или држан ради откупа (1905), режирао је Џ. Стјуарт Блектон. Еје Норвуд је глумио Холмса у кратком немом филму из 1923. године, адаптираном на основу ове књиге. Први звучни филм заснован на причи, Знак четворице (1932), режирао је Грејам Катс, док су Артур Вонтнер и Ијан Хантер тумачили улоге Холмса и Вотсона респективно.
Роман је 1968. адаптиран као петнаеста епизода друге сезоне ТВ серије Шерлок Холмс са Питером Кушингом у улози Холмса. Прича је 1987. адаптирана као епизода серије Авантуре Шерлока Холмса са Џеремијем Бретом у главној улози. Наслов епизоде „Знак троје” из треће сезоне серије Шерлок из 2014. заснован је на називу овог романа.

### Радио
Радио адаптација приче емитована је на њујоршкој радио станици WGY 9. новембра 1922. године. Глумачку екипу су чинили Едвард Х. Смит као Шерлок Холмс, Ф. Х. Оливер као др Вотсон и Вајола Карвовска као Мери Морстан. Емитована је као део серије адаптација драма, тако да је вероватно да је сценарио заснован на постојећој сценској адаптацији приче (једну је написао Џон Артур Фрејзер 1901, а другу Чарлс П. Рајс 1903).
Шестоделна адаптација романа емитована у радио-серији Авантуре Шерлока Холмса. Епизоде које је адаптирала Едит Мејзер, емитоване су од 9. новембра 1932. до 14. децембра 1932. са Ричардом Гордоном у улози Шерлока Холмса и Лијем Ловел као др Вотсоном.
Књигу је адаптирао Феликс Фелтон за BBC Light програм 1959. године. Ричард Херндал је играо Холмса, а Брајан Колман је глумио Вотсона.
Године 1963, причу је драматизовао Мајкл Хардвик за BBC Home Service као део радио-серије из 1952–1969, са Карлтоном Хобсом као Холмсом и Норманом Шелијем као Вотсоном.
CBS Radio Mystery Theater емитовао је радио верзију приче 1977. године, у којој су глумили Кевин Макарти као Холмс и Корт Бенсон као Вотсон.
Знак четворице је за BBC Radio 4 адаптирао Берт Кулс 1989. године као део радио-серије о Шерлоку Холмсу из 1989–1998, са Клајвом Мерисоном као Холмсом, Мајклом Вилијамсом као Вотсоном, док се у улози Џонатана Смола нашао Брајан Блесед.
Године 2016. прича је адаптирана као епизода америчке радио-серије Класичне авантуре Шерлока Холмса, са Џоном Патриком Лоуријем као Холмсом и Лоренсом Албертом као Вотсоном.

### Позориште
Представа Пола Ђованија из 1978. The Crucifer of Blood заснована је на овом роману. На бродвејској премијери глумили су Пакстон Вајтхед као Холмс и Тимоти Лендфилд као Вотсон. У лондонској продукцији из 1979. године представљени су Кит Мичел као Холмс и Денис Лил као Вотсон.